# ネットワーク対戦クイズ Answer×Answer
『ネットワーク対戦クイズ Answer×Answer』（ネットワークたいせんクイズ アンサーアンサー、NETWORK TAISEN QUIZ Answer×Answer）は、セガによって発売されたアーケード用のクイズゲームである。2007年7月5日より、日本全国のゲームセンターで稼動していた。キャッチフレーズは「国民的対戦クイズできました。」及び「ゲームセンターでアンアンしよっ!」であった。
最終バージョンは2010年7月22日より稼動を開始した『ネットワーク対戦クイズ Answer×Answer Live!』である。本項ではシリーズ全体について記述する（第1作のみを明示する場合は「Answer×Answer1」もしくは「初代」と表記する）。
専用ICカードの販売は2014年12月19日をもって終了し、2015年1月30日AM4:00をもってネットワークサービスを終了した。サービス終了後しばらくは店内対戦（2人）のみオフラインプレイ可能であったが、筐体は順次撤去され、オペレーター（店舗運営者）がセガから貸与を受けていたLINDBERGH REDもセガへ返却された。

## 概要
本作品は早押しクイズというアーケードゲームにおいては斬新な要素を取り入れ開発されている。タッチパネルデバイスによる解答選択のほかに早押しボタンが搭載されており、クイズによっては早押しボタンを押して解答権を獲得してからタッチパネルに触って解答するという形式を取っている。
一斉解答方式ではない少人数の対戦に主眼が置かれている点も本作の特徴である。最大4人までマッチングされ、対戦自体は4人対戦、1対1もしくは2対2で行われる。特にAnswer×Answer1では総当たり戦を含め常に1対1の対戦となるなど、対人駆け引きを前面に出し、先にコナミデジタルエンタテインメント（2016年11月よりコナミアミューズメントに移管）が稼働開始させた『クイズマジックアカデミー』シリーズとの差別化が図られている。最大でも4人なのは、早押しクイズの性質上、大人数になると全く回答できないプレイヤーが増えるため、問題数が限られるアーケードゲームでは間口を狭めてしまう恐れがあるからである。本作では1対1、または4人で複数（2〜3人、早押し以外ならば全員も）に回答権を与えるというやり方で、初心者でも回答の機会が得られるよう配慮している。
また本作は可能な限り間口を広げ、始めのうちは比較的解答しやすい問題（中にはひっかけもあるが、基本的な知識を問う問題が多い）を出す等といったハードルを下げることで、多くのユーザーの獲得を目指している一方で、上位リーグになると専門的な知識を問う問題が出題されたり、平均順位が低いと降格するなど、非常にシビアなゲームバランスが取られている。
問題制作は、セブンワンダーズや田中健一が行っている。
2008年12月18日から稼動を開始した『ネットワーク対戦クイズ Answer×Answer2』（以下「Answer×Answer2」）からは4人同時対戦ルールが追加。4人対戦ならではのクイズ形式が新たに追加され、よりパーティー色の強いゲームシステムとなった。
決勝・店内対戦・イベント大会では従来の1対1の対戦も健在であるが、今作以降、全ての形式で出題する問題数が決められており（前作のイベント大会と同じ）、これにより前作ではひとつの作戦とされていた制限時間を利用したテクニック（残り時間を見て時間を稼ぎリードを守る等）が使えなくなり、スピーディに試合が展開されるようになった。また、問題数が減少し、限られた条件で下位のプレイヤーは単独正解で逆転を狙うという新たな駆け引きも行われるようになった。
2010年7月22日より稼動を開始した『ネットワーク対戦クイズ Answer×Answer Live!』（以下「Live!」）では、4人による対戦はそのままに、新たに特番としてサバイバルルール方式の採用、総当たり戦の復活などバラエティに富んだクイズバトルを楽しむことができる。さらに2011年8月11日にアップデートされた新バージョン『ネットワーク対戦クイズ Answer×Answer Live! ダブルアンサー』では2対2による協力対戦「全国ダブルス」が可能になった。

## 操作方式の特徴
本作では、早押しボタンで解答権を取得した後にタッチパネルで解答するいわゆる早押しクイズと呼ばれる出題形式を多用している点が特徴となっている。早押しボタンは二段階で判定し、押す強さによって「自信あり!」という追加演出が画面に表示される（画面効果のみであり、獲得ポイント等への影響は無い）。早押し形式の最大の特徴は、相手より早く早押しボタンによる解答権取得ができなければ、基本的にポイントを獲得できない点である（相手の誤答によりポイントまたは解答権移動となることはある）。

## 選択可能なゲームモード

### 全国対戦
全国のプレイヤーとオンラインで対戦するモード。4人1組でのマッチングが行われ、不足する場合はCOMが補う。予選の上位2名が決勝戦に進出。決勝戦の勝者が優勝となる。
トレーニング(Training)
対戦相手が出揃うまで予習をするモード。直接選択式の2択・3択クイズまたはタイピング形式のクイズが出題される。
タイトルやアバターカラー、コスチュームの変更もこのトレーニング中にモード切り替えて実行できる。
1セット20問で構成され、20問中規定の回数正解するとセットクリアとなる。これを繰り返し、規定のセット数をクリアするとレベルクリアとなり、新しいキャラクターカラーを獲得する（初代ではセット数ではなく連続正解数に応じてカラーが解禁されていった）。以後レベルが上がる毎に20問中の正解数・達成すべきセット数が上昇する。セットクリアするか、今後すべての問題に正解してもセット中のノルマに届かないと判明した場合（あと3問誤答という所で、失格の予告がされる）、その時点でそのセットは打ち切られ、また新たなセットが始まる。
すべてのカラーを手に入れた後、100問連続正解をすると称号「トレーニングマイスター」を手に入れることができる。
対戦者が全て出揃うと、「まもなくマッチングを終了します」と画面上部にカウントダウンと共に表示され、終了までの目安となる。
AM7:00以降の最初のプレイでその日限定の「今日の問題」が出題され、その後通常のトレーニング問題が出題される（.NETに加入をしていてなおかつチームに加入しており、チームメンバーがチーム問題を投稿している場合、最初にチームメンバー問題が1問出題される）。
トレーニングの問題は、マッチング終了により打ち切られた場合でもその問題は次回プレイ時に出題される。
総当たり戦（Answer×Answer1）
1対1の対戦を3人とそれぞれ行う（計3試合）。クイズ形式はランダムに決定される（Ver.1.1までは早押しクイズは必ず出ていたが、Ver.1.2よりスタンプを10個集めて自分の好きなクイズ形式を選べるスタンプサービス制度ができたため、対戦によっては早押しクイズが出ないこともあったが、ver1.21以降は早押しクイズ・選んだクイズ形式・ランダムになっている）。自分と対戦相手のジャンルレベル（後述）が表示され、出題したいジャンルを各プレイヤーが1つずつ選択する。選択したジャンルのジャンルレベルが対戦相手より優勢だと出題数が多く、劣勢だと少ない。試合は制限時間制で、終了時の獲得ポイントの高いプレイヤーが勝利となる。同点の場合は引き分けである。
3試合終了後に結果発表を行い、総当たり戦の成績上位2名が決勝戦進出となる。
予選（Answer×Answer2以後）
4人同時対戦を3ラウンド行い、獲得した☆の数で決勝進出を争う。Answer×Answer1に存在したスタンプカードの満了特典としてのクイズ形式選択はなくなり、予選の3つの形式はコンピュータにより決定される（逆転ラウンドでは必ず早押し系クイズが出題される）。
ラウンド1・ラウンド2
4人通信対戦を行う。出題形式によるが、早押し系の場合、1問につき先着2人もしくは3人に解答権が与えられ、正解者に得点が入る。1番若しくは2番に解答権を得た人が正解すると早押しボーナスが貰え、解答権を得たプレイヤーの内、正解者が1人の場合は、単独正解ボーナスが付加される。不正解の場合、ペナルティ（得点の減少とお手つき）が与えられる。全問題が終了した時点で得点の高い解答者から順に☆（スター）を1位6個、2位4個、3位2個、4位1個獲得する。同点のプレイヤーが複数いた場合は順位に応じた同じ数の☆を獲得する（均等割りではない）。このとき単独1位のプレイヤーがいた時は、「トップ賞」としてボーナス賞金を獲得する。
ラウンド全体の制限時間はなくなり、問題数が固定（通常4問、爆弾押し付けクイズと速答プレッシャークイズは7問、ウソつきダウトクイズと漢字メドレークイズは3問、4人カード奪取クイズは5問、山分けクイズは6問）。ジャンルはラウンド開始時に1問ごとにランダムで決定され、出題ジャンルは画面上方に表示される。
逆転ラウンド
このラウンド終了時に☆の数の上位2名が決勝へ進出する。このラウンドではラウンド1・ラウンド2で獲得した☆を直接賭けて対戦する。
このラウンドのみジャンルセレクトが可能。試合開始前に各プレイヤーがジャンルを選択する。各プレイヤーの選択したジャンルの問題が1問ずつ、計4問で争われる。選択の際は他の解答者のジャンルタイトルが表示される。また、その時点での獲得ジャンルポイントが一番高いジャンルに「得意」、一番低いジャンルに「苦手」とタイトルの上に表示される。自分と相手のジャンルポイント（月間最高値）の差によって「有利」「不利」とジャンルの左上に表示される。
問題毎に各プレイヤーが☆を1個ずつ、計4個の☆を賭けて問題に解答。形式は「早押し」「連想」「テクニカル」のいずれか。解答権は先着2人にあり、2人正解で2個ずつ山分け、単独正解で4個総取りする。早押し1位はさらに☆1つボーナスとして獲得し、1問あたり最大で☆5つ獲得可能となっている。不正解で☆を2つ減らされ、0以下はマイナス表示される。全員不正解・無解答の場合、賭けられた☆は返還やキャリーオーバー（次の問題への持ち越し）されず、没収となる。
全問題終了時に☆の数が多い2人が決勝に進出するが、☆の数が同じプレイヤーが複数いた場合、ラウンド1、ラウンド2で獲得した総得点の多い方が上位となる。総得点が同点の場合、ラウンド1、ラウンド2、逆転ラウンドで、早押し形式の場合は解答権獲得までに消費した時間、早押し形式以外の場合は解答までに消費した時間の合計が短い方が上位となる（4人チキンレースクイズのみ消費時間の対象外）。
画面のアバターをタッチすることにより気合入れや「ブラボー」などのコミュニケーションが可能。ブラボーを受けると後の結果画面で賞金またはクイズ力を得ることが出来る。
Answer×Answer2プレミアム移行による変更
- 予選ラウンドでの早押し1位ボーナスと単独正解ボーナスの追加。
- 早押し系クイズの誤答による次の問題でのペナルティ時間の発生。予選の早押し系クイズで誤答した場合、点数がマイナスになるだけでなく、次の問題で一定時間解答権の取得ができなくなる（初回は7秒）。このペナルティ時間は早押し系クイズで誤答するごとに加算され、累積誤答回数は予選ラウンド終了まで継続される。なお、誤答した問題が各ラウンドの最終問題であった場合には誤答回数は加算されるものの、次の問題はないので一定時間解答権取得ができなくなるペナルティはなく、次のラウンドへも持ち越さない。グラフィック上ではペナルティ中はアバターが×マーク入りのマスクを被り、「誤答回数○ 解答権復活まで残り○秒」と表示される。
- 予選中、解答台の上方の☆の表示板をタッチすると各々の段位情報やクイズ形式の正答率情報や誤答率などがタッチごとに表示される。
- 逆転ラウンドでの同一☆数の場合の順位判定が予選2試合の合計点に変更。合計点が同じ場合、解答消費時間の差で決定される。

- この様な状態や☆1個差で3位になると、順位発表で「惜しくも敗退…」と出される。
- 他にも、☆獲得数で2位に6つ以上差を付けての1位は「ぶっちぎりの1位」、予選ラウンドで全て単独1位通過で「全ラウンド1位」、4位からの1位通過で「逆転突破」、決勝ラウンドで相手にプラスポイントを取らせずに勝利で「完封勝利」、予選ラウンド全て単独1位通過で更に決勝で勝利すると「完全優勝」など、通常とは違う勝利表示がされる。

- 「ブラボー」に加え、相手が誤答の際に励ましの意味を込めて相手に贈る「ドンマイ」、「ブラボー」や「ドンマイ」の後にお礼の意味を込めて相手に贈る「サンキュー」が追加。
- Live!では逆転ラウンドの☆の獲得・喪失数が変更となっており（3人正解した場合の端数は1位が獲得、誤答したプレイヤーは他者の正誤の有無にかかわらず☆は-2）、さらに正解者の中での早押しの順位によってボーナス（1位：+2、2位：+1）が付加される。

| 正解者の人数 | 早押し順位 | 早押し順位 | 早押し順位 |
| 正解者の人数 | 1位        | 2位        | 3位        |
| ------------ | ---------- | ---------- | ---------- |
| 1人          | 6          | -          | -          |
| 2人          | 4          | 3          | -          |
| 3人          | 4          | 2          | 1          |

決勝
予選結果の上位2名による優勝決定戦。Answer×Answer1の各バージョンではプレーオフ（優勝決定戦）と表現されていたが、ここでは「決勝」で統一する。
予選1位のプレイヤーがクイズ形式を選択する。クイズジャンルは選択できない。
選択できるクイズ形式は、Ver1.3DXまでは「早押しクイズ」「早押しビジュアルクイズ」「カード奪取クイズ」「早押し連想クイズ」の4種類、Ver1.4DX+からは「早押しテクニカルクイズ」を加えた5種類、Answer×Answer2以後は「早押しビジュアルクイズ」を除いた4種類から1つ。Cリーグでは「カード奪取クイズ」「早押しテクニカルクイズ」は選べない。
Answer×Answer1では40ポイント先取するか、制限時間（120秒）終了時点でポイントが上回っているプレイヤーが勝者となる。制限時間終了時に同点の場合は総当たり戦で1位だった側が勝者となる。
Answer×Answer2以後は最大6問（「カード奪取クイズ」は最大8問）を行い、先に30点（「カード奪取クイズ」は40点）を獲得した方が勝利となる。全問題終了時に同点だった場合は予選1位のプレイヤーの勝利となる。
決勝ではブラボーや気合い入れなどのアクションはない。

#### スタンプカード
Answer×Answer1
Ver.1.2（プレミアム）でスタンプシステムが導入され、全国対戦終了後にスタンプが1つ押される。スタンプ10個を貯めると、通常はランダムに選択される総当たり戦のクイズ形式（総当たり戦では出題されない「早押しビジュアルクイズ」を除く）を3つ自由に選択できるように変更された。2008年3月17日からは、スタンプシステムの仕様が変更されたVer.1.21が稼働を開始した。このバージョンでは、「早押しクイズ」が必ず出題されるようになり、選択可能なクイズ形式は「早押しビジュアルクイズ」「早押しクイズ」を除いた中から1つのみを選択するシステムとなった。
Answer×Answer2
全国対戦終了後にスタンプカードが表示され、スタンプが1つ押される。更にコンティニューをすると1つ、2回目以降は2つ追加でスタンプが押される（キャンペーンで更に1つスタンプが押される事もある。1回コンティニューで2つ、2回目以降で3つ）。スタンプを10個貯めると、次回の全国対戦でレアグッズやGを入手できるスペシャルマッチが発生する。新規プレイヤーには初回プレイボーナスとしてスタンプが9つ押され、一回コンティニューすれば即座にスペシャルマッチに挑める。
スペシャルマッチ発生時に一定の順位を満たすとスペシャルマッチ成功となり、アバターアイテムや前述の賞金を獲得することができる。条件をクリアしアイテムや賞金を獲得した場合は、次回のスペシャルマッチの成功条件が厳しくなる。スペシャルマッチに失敗すると残念賞としてスタンプが3つ押される（キャンペーンを実施していれば4つ押される）。また次回のスペシャルマッチの成功条件が若干緩和される（条件が優勝で失敗なら次回2位、2位なら次回3位で成功と言った具合に緩和される）。
Live!
都道府県チャレンジ
Live!では都道府県撃破チャレンジが追加された。通常の刺客撃破チャレンジ同様に自分より順位の低いプレイヤーを「撃破」したものとみなす。撃破したプレイヤーの所属都道府県は埋まっていくが、既に埋めてある都道府県の場合はその分がスタンプに変換される。
10都道府県制覇ごとか、各地区の都道府県すべてを制覇すると「スーパーアンサーチャンス」が発生する。アンサーチャンス同様3つの箱から選ぶが、中身はレアアイテムやVIPカードといったレアな物になっている。
| 地区         | 所属都道府県                                                     |
| ------------ | ---------------------------------------------------------------- |
| 北海道・東北 | 北海道・青森県・岩手県・宮城県・秋田県・山形県・福島県           |
| 関東         | 茨城県・栃木県・群馬県・埼玉県・千葉県・東京都・神奈川県         |
| 北陸・甲信越 | 新潟県・富山県・石川県・福井県・山梨県・長野県                   |
| 東海         | 岐阜県・静岡県・愛知県・三重県                                   |
| 近畿         | 滋賀県・京都府・大阪府・兵庫県・奈良県・和歌山県                 |
| 中国         | 鳥取県・島根県・岡山県・広島県・山口県                           |
| 四国         | 徳島県・香川県・愛媛県・高知県                                   |
| 九州・沖縄   | 福岡県・佐賀県・長崎県・熊本県・大分県・宮崎県・鹿児島県・沖縄県 |

全国制覇（47都道府県全制覇）の時には、1地区を制覇することによる「スーパーアンサーチャンス」に加えて、無条件でVIPカードが獲得できる。
既に撃破した都道府県のプレイヤーを再度撃破するか、コンティニューする事でスタンプを獲得する。撃破済み都道府県プレイヤースタンプは1人につき1個、コンティニュースタンプは1回目は1個、連続でするたびに1個ずつ増え、最大4つまで獲得可能。
スタンプを16個貯めると、スペシャルマッチが発生する。これまで同様規定順位以上に入れば成功となり、ジャンル別アバターアイテムかアンサーチャンスを選択できる。スペシャルマッチに失敗すると残念賞としてスタンプが6つ押される。

#### VIPカード
獲得タイトルが規定数に達するか、スーパーアンサーチャンスでVIPカードを当てればVIPカード獲得となる。獲得した場合「獲得した次の日から数日間の7時から24時」の間のプレーにおいて、獲得できる賞金・クイズ力が50%増加する。日数については、獲得したVIPカードのレアリティによって変わる（最低2日分、最高は40日）。

### 特番
Live!以後では、全国対戦を選択した際、ランダムで「特番」が発生する場合がある。この場合、通常ルールではなく特別ルールでの対戦が行われる。

#### サバイバルバトル
ライフを減らさずに生き残りを目指す対戦。
ルール
ライフは6個からスタート。ライフ回復を含め最高8個持つ事ができる。
問題は1ラウンド4問、ラウンド数は最大6ラウンド。出題方式はカード奪取を除く早押し4種と積み重ねクイズの5種類からランダムに出題される（1ゲーム内で重複して登場する場合もあり）。
ライフをすべて失った解答者から脱落となり、最後に残った2人が決勝進出。順位は「脱落直前のライフ数→同数なら解答所要時間の短さ」で決定され（1位には決勝のクイズ形式選択権）、同時脱落・全ラウンド終了が発生した際の決勝進出者の判定についても同様に適用される。決勝は通常と同じ。
1問毎にライフの清算が行われる。ラウンドが進むにつれ規定人数（早押し問題の場合解答権を取ることができる人数、積み重ねクイズの場合は選択数上位のうちダメージを受けない人数）が減少し、ダメージが大きくなる。
ライフの清算
- 早押し系クイズの場合

解答者の中に不正解者がいる場合…不正解者が所定の数のライフを失う（正解者・無解答者はセーフ）
解答者が全員正解した場合…無解答者が所定の数のライフを失う（正解者のみセーフ）
誰も解答権を得なかった場合（いわゆる、スルー）…全員が所定の数のライフを失う
- 積み重ねクイズの場合

選んだ選択肢がすべて正解かつ選択数が規定順位以上…ライフ変動なし（同点の場合もセーフ）
選んだ選択肢に1個でも不正解がある、または選択数が規定順位以下…ライフ減少
- ラウンド終了後

ライフが2個加算されて次のラウンドに突入する（ただし、ライフの上限である8個を超える場合は8個まで）。
| ラウンド   | 規定人数 | ライフ減少数 | ライフ減少数 | ライフ減少数 | ライフ減少数 |
| ラウンド   | 規定人数 | Q1           | Q2           | Q3           | Q4           |
| ---------- | -------- | ------------ | ------------ | ------------ | ------------ |
| ラウンド1  | 3人      | -1           | -1           | -2           | -2           |
| ラウンド2  | 2人      | -1           | -2           | -2           | -2           |
| ラウンド3  | 2人      | -1           | -2           | -2           | -2           |
| ラウンド4  | 1人      | -2           | -2           | -2           | -2           |
| ラウンド5  | 1人      | -2           | -2           | -2           | -3           |
| ファイナル | 1人      | -2           | -2           | -2           | -3           |

その問題でライフを失うと脱落する解答者には、出題前に「絶体絶命」予告が出され、無解答者が正解者によって脱落した場合、「○○○(脱落者)をノックアウト」と表示される（複数人同時の場合は、「まとめてノックアウト」と表示される）。誤答による脱落は表示されない（一つの問題で正解者と誤答者が出て誤答者が脱落した場合はノックアウトにはならない）。

#### 総当たりバトル
2010年11月24日より追加。Answer×Answer1で行われていた総当たり戦で対戦を行う。対戦データは「2人対戦データ」に格納される。
Answer×Answer1とのルール変更点
- 制限時間制は無く、規定の問題数で勝負する。
- 対戦相手と出題ジャンルが一致した場合には「（ジャンル名）マッチ」と表示され、すべての出題がそのジャンルとなる。
- 最後の問題のみ獲得できる点数が早押し系クイズが2倍、非早押し系クイズが1.5倍になる。また、出題時までジャンル名が表示されない。
- 「早押しクイズ」が3試合の中で一度も出ない事もある。

都道府県チャレンジ制覇の特例
- 最終順位が相手を下回っても、直接対戦で勝利していればその対戦相手の県を制覇できる。

ダブルアンサーでのルール変更点
- ジャンルセレクトで選択したジャンルの問題数は、所有タイトルによる優劣はなくなる。
- 最後の問題のみ獲得できる点数が早押し系クイズが1.5倍に、非早押し系クイズの倍率がなくなる。

### 全国ダブルス
Live! ダブルアンサーで追加されたモード。2人でチームを組んで対戦する。ペアは店内で探すか全国でマッチングを受けるか選択できる（店内で見つからなかった場合は全国マッチングに切り替わる）。ダブルスモードでは特番は発生しない。なお、全国対戦とは異なり、店内ペアでの組み合わせデータは、最終プレイから180日で消去される。ただし、ペアを組むことによって貰えるアイテム・タイトルは消去されない。
トレーニング
店内でペアを組んだ場合、2人で協力形式のクイズを解く(この時、戦績の確認、コスチューム・タイトルの変更はできない)。正解数を重ねると相性レベルがアップし、アンサーチャンスも発生する。店舗外とペアを組む場合は、通常の全国対戦と同じトレーニング問題を行う。
予選ラウンド
2ラウンド制で行われる。各ラウンド終了時に得点の多いチームに☆3個、引き分けの場合両チームに☆2個加算される。
決勝ラウンド
全8問勝負。ジャンルセレクトで選んだ問題が必ず出題される前半4問は☆2個、ランダムジャンル問題が出題される後半4問は☆3個。不正解の場合、相手チームに☆が加算される。また、チームで同じジャンルを選択すると、後半にそのジャンル問題が1問加算される。解答は1対1の対抗戦で、前半・後半の最初の問題出題前に対戦組み合わせを発表。前半は自分が選んだジャンル問題と相手のジャンル問題、後半は対戦相手を変えてランダムジャンルの問題に解答。パートナー対戦時の問題には解答出来ない(ボタンを押すと「ガンバレ」と応援を送ることができる)。
☆10個獲得すると「勝ち抜けチャレンジ」が発生。4人全員が参加して、勝ち抜けチャレンジが発生しているチームが正解すると勝利、誤答すると☆3個没収後、1対1の対抗戦に戻る（後述される一騎討ちであった場合は、相手チームが勝ち抜けチャレンジ継続の為、続行される）。勝ち抜けチャレンジが発生していないチームが誤答すると、誤答した人がお手つきとなり、次の問題で一定時間解答が出来ない。勝ち抜けチャレンジが発生していないチームが正解すると☆が通常通り加算され、引き続き勝ち抜けチャレンジとなり、両チーム☆10個の場合は一騎討ちとなる。全8問終了した場合は☆の多いチームの勝利、☆が同数の場合は引き分けとなる。
個人の順位は☆の獲得数で決定。1ラウンド・2ラウンドでは、勝利や同点で獲得した☆は同じ数だけ2人に入り（☆3個なら1人3個ずつ獲得）、決勝ラウンドでは、2人対戦や勝ち抜きチャレンジが発生していないチームが正解すると答えた解答者が☆を獲得、2人対戦では相手が不正解で対戦相手が☆を獲得、勝ち抜けチャレンジでは勝ち抜きチャレンジが発生しているチームが不正解で間違えた解答者の☆が減らされる。☆が同じ数の場合は、1ラウンド・2ラウンドの獲得得点が多い解答者が上位、獲得得点も同じ場合は問題の解答時間が短い解答者が上位となる。
|                      | 1位        | 2位       | 3位        | 4位        |
| -------------------- | ---------- | --------- | ---------- | ---------- |
| セミプロ十段以下     | 5000G      | 3000G     | 1500G      | 500G       |
| C級プロアンサー      | 15万パワー | 8万パワー | 0万パワー  | -2万パワー |
| B級プロアンサー      | 13万パワー | 6万パワー | 0万パワー  | -2万パワー |
| A級プロアンサー      | 12万パワー | 5万パワー | 0万パワー  | -2万パワー |
| S級プロアンサー      | 11万パワー | 4万パワー | 0万パワー  | -2万パワー |
| SS級プロアンサー     | 7万パワー  | 2万パワー | 0万パワー  | -2万パワー |
| ブロンズプロアンサー | 6万パワー  | 2万パワー | -2万パワー | -4万パワー |
| シルバープロアンサー | 5万パワー  | 2万パワー | -2万パワー | -4万パワー |
| ゴールドプロアンサー | 4万パワー  | 2万パワー | -2万パワー | -4万パワー |
| プラチナプロアンサー | 3万パワー  | 2万パワー | -2万パワー | -4万パワー |

|                     | 2連戦     | 3連戦     | 4連戦     | 5連戦以上 |
| ------------------- | --------- | --------- | --------- | --------- |
| セミプロ十段以下    | 300G      | 500G      | 1000G     | 2000G     |
| C級プロアンサー以上 | 1万パワー | 2万パワー | 3万パワー | 4万パワー |

### 店内対戦
同じ店舗内の他のプレイヤー1人と対戦するモード。対戦相手にCOM（後述）を指定することも可能となっている。
- 1対1の対戦を最大3ラウンド行う（2勝先取制。2連勝した場合第3ラウンドは行われない）。
- 各ラウンドは規定の点数を先取するか、規定問題数終了時に点数の高いほうが勝ちとなる。同点の場合は引き分け。
- 経験値やリーグエンブレムなどの変動はない。
- Ver1.2以降店内対戦モードの対戦成績による相性が表示され、格下のプレイヤーにハンディキャップを付けることも可能になった。

Ver2.3（Answer×Answer2DX）以後は店舗の設定により4人の店内対戦も可能となったが、2011年8月11日より稼動した「Live! ダブルアンサー」では標準で4人店内対戦が選択できるようになった。

### イベント
クイズ刺客イベントやイベント大会などのイベントが不定期に開催されることがある。

#### 刺客イベント
イベント期間中に全国対戦をプレイすると、刺客と呼ばれるプレイヤーとマッチングする事がある。
このとき、最終順位で刺客より上の順位となると、イベント期間中にしか獲得できないレアタイトルを獲得できる。
刺客のプレイヤーは主に発売元のセガが担当しているが、まれに協賛しているイベントからプレイヤーが参加して担当することがある。
ダブルアンサーでは、「全国ダブルス」限定で開催されることがある。ただし「全国ダブルスモード」で店内ペアを組んで参加する事が条件であり、おためしペアでは獲得できない。また期間中にAn×Anをプレイすれば、特別タイトルを獲得できる。

#### イベント大会
通常の全国対戦とは異なる「イベント大会」モードを用いたイベント。全国のプレイヤーと2人対戦を行い、「アンサータワー」と呼ばれる建物を登り、登った階数で順位を競う。なお、記録はイベント大会終了時に登った最高位の階数となり、最高位より下がった階数でイベント大会が終わっても、そのイベントで登った最高位の階数が記録となる。
- 対戦方法はAnswer×Answer2以降の決勝と同じ問題数限定制（制限時間なし）であり、全問題をこなした上で同点だった場合は引き分けになる。
- 勝利するとタワーを登り、負け・引き分けはタワーを降りるか現状維持となる。対戦前に、勝ち・負け・引き分けの条件で、登り降りの階数もしくは現状維持などの条件が表示される。
  - 20階以下は登りのみで、勝ち・負け・引き分けで登れる階数が変わる。21階以上になると「ハイリスク」「ローリスク」を選択できる。ハイリスクは勝った場合に登れる階数は多いが、負けた場合に下がる階数も多い。ローリスク勝った場合に登れる階数はハイリスクに比べて少ないが、負けた場合でも下がる階数が少ない。戦う相手やクイズ形式の得意・不得意によってハイリスクとローリスクを使い分ける戦術が問われる。なお実際に負けて下がる事があるのは100階を超えてからで、99階以下ではチェックポイント付近でハイリスクを選んで負ける以外、下がる事はほとんどない。

- プレイヤーは1クレジットごとに3枚のチケットが配られ、1戦ごとに1枚使い、使い切った場合はコンティニューとなる。チケットは特定の階での勝利時報酬や、スタンプ満了報酬で獲得することができる。
- 期間内に一番高く上ったプレイヤーが優勝となる。また、順位や進んだ階層によってアイテム・称号の獲得がある。

| 階層      | 名称           |
| --------- | -------------- |
| 1F-20F    | シティエリア   |
| 21F-60F   | パノラマエリア |
| 61F-100F  | ストームエリア |
| 101F-200F | スカイエリア   |
| 201F-     | スペースエリア |
階層によって表のようにエリアが分けられている。大会によっては、エリア名が独自のものになっている。20階ごとにチェックポイントがあり、そこで勝利すると上位エリアへ進出する（20階〜100階までのチェックポイントで負け、引き分けは現状維持となるが、120階以上での負けは下がり、引き分けは現状維持となる）。また、チェックポイントの対戦相手は通せんぼマッチが起こり、チェックポイントのプレイヤーに勝利をすると、通せんぼボーナスを獲得できる。
階層によっては、早押しクイズ限定などクイズ形式が限定された階層や対戦相手に勝利をすると1対戦分の対戦チケットが付与されたり、通過するだけで経験値を獲得するなどイベントが発生する階が存在する。
一部大会では参加制限（特定地方の店舗のみ参加可能）、ジャンル・出題方式制限（特定ジャンル・特定出題方式のみ登場）、予選・決勝の2大会制（全参加者に対し予選を開催、上位プレイヤーのみ決勝大会への挑戦権を獲得）などがある。
夏休み横断!ウルトラクイズ
日本テレビ系の番組『アメリカ横断ウルトラクイズ』の公認企画。予選は2010年8月16日から22日の10時から24時に開催される。アンサータワー方式で、上位7000位以内と予選敗退者の中から抽選で10名が、2010年8月27日から29日の10時から24時に開催される決勝に進み、優勝を目指す。また全国大会を選択した場合の「今日の問題」の冒頭は、ウルトラクイズ名物となっている○×クイズの1問目「自由の女神」問題が出題される（過去に出題された問題）。
クイズ形式は「早押しクイズ（6問）」「早押しテクニカルクイズ（6問・4問目で形式がチェンジ）」「虫食いクイズ（5問）」「押し合い爆破クイズ（8問）」の4種類。また「スペシャルジャンル」として、過去に番組で出題された問題が出題される（問題の冒頭で「第○回大会からの問題」と出題される。通常の全国大会では出題されない）。更に問題出題・早押し音・正解・不正解のSE音も番組の物を使用している。
今回はレアアイテムとして、An×An NET.の会員である成績優秀者には、キャラクターにカスタマイズ出来るウルトラハットや、通常の早押し音・正解・不正解のSE音を番組の物に変えられるSE音が貰え、更に上位300位に入ったAn×An NET.会員の中から抽選で2名に、2010年9月4日に汐留日テレタワーテレビバで実際のウルトラハットと解答席で行われる「クイズ王決定戦」の出場権を得られる。またこのイベントには、ウルトラクイズ第13回大会チャンピオンの長戸勇人が参戦した。司会は青木源太が務めた。
芸能人クイズ王を倒せ!!
1次予選・2次予選・決勝の3大会制で行われる予定だったが、東日本大震災の影響で1次予選のみ行われイベントは中止となった。なお、イベントは4月17日にセガ本社でやくみつると辰巳琢郎と対戦する予定だったが、こちらも取り止めとなった。
エリア王決定戦!!
8つのエリアごとに同時開催のイベントで、エリアごとに異なるタイトルを獲得できる。ルールは通常のイベント大会と同じ。ただし20Fを突破すると、他のエリアには参加できない。
- 第2回大会では100F突破タイトルを獲得すると、12月に行われる「Tower of the Year 2011」への特別参加権が与えられる。

| エリア       | 参加可能地域                                                           |
| ------------ | ---------------------------------------------------------------------- |
| 北海道・東北 | 北海道・青森県・岩手県・宮城県・秋田県・山形県・福島県                 |
| 関東A        | 埼玉県・栃木県・群馬県                                                 |
| 関東B        | 神奈川県・千葉県・茨城県                                               |
| 東京         | 東京都                                                                 |
| 中部         | 山梨県・新潟県・静岡県・長野県・富山県・石川県・福井県・岐阜県・愛知県 |
| 近畿         | 三重県・滋賀県・京都府・大阪府・兵庫県・奈良県・和歌山県               |
| 中国・四国   | 鳥取県・島根県・岡山県・広島県・山口県・徳島県・香川県・愛媛県・高知県 |
| 九州・沖縄   | 福岡県・佐賀県・長崎県・熊本県・大分県・宮崎県・鹿児島県・沖縄県       |
Tower of the Year 20xx
この大会のルールは通常のイベント大会と同じだが、参加するには後述する参加条件のどれか1つを満たす必要がある。今大会の成績で、クイズ形式ごとの対人勝利数がトップ10のプレイヤーには、「○○○(クイズ形式)クライマー 20xx」、1位のプレイヤーには、「○○○(クイズ形式)TOPクライマー 20xx」のタイトルが進呈される。
- 「2011」では、通せんぼ回数が多かったプレイヤーにも進呈される。

タイトルの贈呈は、大会終了後の「対人勝数」「到達フロア数」「対人勝率」「データベース登録順」によって判定される。

#### チャレンジイベント
Answer×Answer2DXより追加された新要素。設定されたテーマの問題に答え、イベント期間中に獲得したポイントを競う。
1プレイ中に設定されたテーマの問題で獲得した得点に、所属リーグ毎の係数を掛けたものがポイントとなる（マイナスは0ポイント）。そして、期間中イベント毎に設定されたベストプレイ数（10または15プレイ）の合計ポイントがプレイヤーのポイントとなる。
|                | SS    | S     | A     | B     | C     |
| -------------- | ----- | ----- | ----- | ----- | ----- |
| 2011年10月より | 2.5倍 | 2.0倍 | 1.5倍 | 1.2倍 | 1.0倍 |
| 2011年7月まで  | 2.2倍 | 1.8倍 | 1.5倍 |       |       |
チャレンジイベントのテーマには以下のものがある。
スペシャルジャンル 期間限定配信で出題されるクイズジャンル限定形式。
クイズ形式 指定されたクイズ形式の問題にどれだけ答えられるかを競う。
不定期に開催。A3リーグ以上のプレーヤーのみ参加可能。モードセレクト時にイベントの参加・不参加を決定、参加する場合はラウンド2で必ず出題される。設定されたベストプレイ数の合計ポイントを算出して順位を決定。イベント終了時の最初のゲーム時に、順位に応じたタイトルとボーナス（C級プロアンサー以上はクイズパワー、プロアンサー十段以下は賞金）が貰え、更に777位には「ラッキーアンサー」、912位には「義兄弟」のレアタイトルが貰える。2001位には2011年10月開催のサバイバルチャレンジより「肩すかし」、2012年6月開催のサバイバルチャレンジより「警察犬」のレアタイトルが貰える。

#### 春のAnまつり!

##### 2012年
2012年3月31日に、リアルクイズイベント「春のAnまつり! さぁ、みんなで考えよう!」を開催した。
- 東日本会場（株式会社セガ 本社一号館）と西日本会場（セガアリーナ浜大津）で予選を行い代表者を選出し、その代表者同士でAn×Anを使用した対戦を行った。このイベントの模様は、Ustreamで中継された。
  - ゲストとして東日本会場にはクイズ王·田中健一が、西日本会場にはシンデレラが参加した。

- リアルクイズイベントに参加するには、2012年3月開催されるゲーム機イベントにて獲得できるタイトルの説明文（タイトル獲得時・トレーニング中のタイトルセレクト・An×An.NETのタイトル一覧ページから確認できる）に隠されている7つのヒントから導き出されるものと本ゲームのICカードを持参する必要がなる。なお、全ヒントと答えは4月1日に公式サイトに掲載されている。
  - ヒントその2·4·6·7は、大会のエリア突破タイトル・プレイ回数ごとに獲得できるタイトルなどでレベルが上がると、内容が変化する。レベルがMAXに達すると4月1日以降にAn×Anをプレイすると、ヒントタイトルが素敵なタイトルへ変化する。
（例） 「ABCDEF」→「×BCD×F」→「×B×D××」

###### 7つのヒントが与えられるイベント
「春のAnまつり!東西代表決定戦」3月3日-7日 1200-22:00
この大会は、東日本エリアと西日本エリアに分けて行う。各エリア大会で1位〜10位に入賞したプレイヤーの中から、各会場4名ずつが、リアルクイズイベントの特別参加権が与えられる。20F·60F·100F·200F突破タイトルの説明文に、ヒントその1が隠されている（東西とも同じヒント）。
| エリア       | 参加可能地域 |
| ------------ | --- |
| 東日本エリア | 北海道・青森県・岩手県・宮城県・秋田県・山形県・福島県・茨城県・栃木県・群馬県・ 埼玉県・千葉県・東京都・神奈川県・山梨県・新潟県・静岡県・長野県                                                                                            |
| 西日本エリア | 富山県・石川県・福井県・岐阜県・愛知県・三重県・滋賀県・京都府・大阪府・兵庫県・ 奈良県・和歌山県・鳥取県・島根県・岡山県・広島県・山口県・徳島県・香川県・愛媛県・ 高知県・福岡県・佐賀県・長崎県・熊本県・大分県・宮崎県・鹿児島県・沖縄県 |

「4人連想チャレンジ」3月8日-11日 1200-22:00
チャレンジ開催期間中に、全国対戦を1回·5回·10回·15回プレイすると獲得するタイトル「ヒント2 Lv.x」の説明文に、ヒントその2が隠されている（4人連想チャレンジに参加する必要はない）。
「春の大増量大会」3月12日-16日 1400-22:00
上位2000名に贈呈される順位タイトルの説明文に、ヒントその3が隠されている。また、刺客イベント「ホワイトデー刺客を倒せ!!」も同時開催。
「スペシャルジャンル『ゲームにチャレンジ』」3月17日-23日 1500-22:00
このイベントでは、「ゲーム（コンシューマーゲームが多めに）」に関する問題がスペシャルジャンルとして出題され、すべてのリーグで参加可能。
チャレンジ開催期間中に、全国対戦を1回・3回・5回・10回優勝すると獲得するタイトル「ヒント4 Lv.x」の説明文に、ヒントその4が隠されている。また、上位3000名に贈呈される順位タイトルの説明文にも、ヒントその5が隠されている。なお、「4人ビジュアルクイズ」「漢字メドレークイズ」「ウソつきダウトクイズ」は出題されない。
「全国対戦で最終ヒントを探せ!!」
前半（3月24日·25日 700-24:00）
トレーニング中に、指定コスチューム（男性キャラはSFヒーローまたは勇者、女性キャラは魔法少女または剣士）を装着すること。全国対戦を1回・2回・3回·4回優勝すると獲得するタイトル「ヒント6 Lv.x」の説明文に、ヒントその6が隠されている。
後半（3月26日-30日 700-24:00）
トレーニング中に、小道具に「ハリセン（色はどれでもよい）」を装着すること。持っていない場合は、アンサーチャンスの「ハリセン 白」当選確率が大幅アップする。全国対戦を1回·3回·5回·10回プレイすると獲得するタイトル「ヒント7 Lv.x」の説明文に、ヒントその7が隠されている。

##### 2013年
2013年3月31日に、クイズイベント「アプリソムリエ Presents 春のAnまつり 2013」を東京ジョイポリスで開催した。
「春の早押し限定大会」で1〜12位に入賞した者が、「選抜アンサーvsクイズ王 超絶クイズ対戦」への出場権が与えられ、東京ジョイポリスの入場料は免除される。13位〜30位までは補欠となるが、入場料は免除されない。司会はアプリソムリエ・石井寛子、ゲストとしてクイズ王・田中健一が参加する。
関連項目にあるとおり、このイベントでは「Answer×Answer Live! スペシャル」を使用する。

## リーグシステム
このゲームにおいては、全国対戦において初心者と上級者がいきなり対戦してしまうことのないよう、実力に応じたリーグに階級分けされ、同じリーグに所属する相手とのみマッチングされる。
Answer×Answer1
リーグは初代ではSS（ダブルエス）・S・A・B・Cと5つのリーグに分けられる。新規プレイ時はCリーグに配属される。各リーグにて獲得したリーグエンブレムの枚数が規定の上限に達すると、上位リーグへの昇格チャレンジに挑戦できる。逆に全て失った場合、残留トライアルとなる。昇格チャレンジに成功すれば上位リーグへ昇格、残留トライアルに失敗すれば下位リーグへ降格である。また、最上位のSSリーグで上限までリーグエンブレムを貯めると、リーグマスターとなる。
Answer×Answer2以降
新規プレイヤーはAnswer×Answer1同様最下位リーグのCリーグから、旧作から引き継いだプレイヤーは前作の最終所属リーグによってスタートするリーグが変わる。新たにSSSリーグが追加され、他のリーグもSSS1〜SSS3、SS1〜SS3、S1〜S3、A1〜A3、B1〜B3、Cリーグ（下記参照）と細分化されている。（…B1>A3>A2>A1>S3…と数字が小さいほど上位のリーグ）。基本的にマッチングは同じリーグの者同士が優先されるが、リーグのアルファベットが同じなら数字が違っていてもマッチングすることがある。なお、ロケテスト時はBまで、稼働開始時はAまで解放され、以後段階的に上位リーグが解放される。
最近5戦の平均順位によってリーグの昇降格判定が行われる。5プレイをこなさなくても平均順位が規定以上（残りのプレイが全部4位でも昇格基準を満たす場合）または規定以下（残りのプレイが全部1位でも降格基準を回避できない場合）であることが確定した時点でリーグ移動が行われる。昇降格が行われたプレイヤーは前のリーグでの平均順位はリセットされ、今後は移動先のリーグで平均順位がリーグ昇降格判定の対象となる。なお、最上位リーグで5プレイ平均が一定以上になると全リーグの頂点である「リーグマスター」となる。
全国大会での順位に応じて経験値ないし賞金（後述）を獲得するが、上位リーグになるほど多くの報酬を得られる。また、リーグマスターである場合は更にボーナスによる加算がある。
また、下位リーグに限り「多答フィニッシュクイズの残り正答数が表示されている」「カード奪取クイズや押し合い爆破クイズが出題されない」など、難易度の緩和が図られている。

### リーグ開放
Answer×Answer1
- ロケテスト中はC、Bの2リーグのみが存在していた。
- 2007年7月5日の正式稼働に合わせてAリーグが追加。
- 2007年8月12日にSリーグが追加。
- 2007年10月24日のVer.1.1へのバージョンアップに合わせ、さらに上位のSSリーグが追加された（「リーグ開放」と呼ばれる）。

Live!
- 2010年7月22日に、稼働開始と同時に、Aリーグが開放された。
- 2010年7月27日に、Sリーグが開放された。
  - 各予選ラウンドの☆獲得数が、1位/2位/3位/4位→5/3/2/1から6/4/2/1に戻された。
  - S/Aリーグについては、4人カード奪取を除く早押し系クイズの解答権が上位3→2人に戻された。
- 2010年8月7日に、SSリーグが開放された。
- 2011年6月27日から7月1日は、各予選ラウンドで1位の☆獲得数が6→7個になる。

### 各リーグ昇降格基準
| リーグ | 初期枚数 | 昇格条件 | エンブレム移動数 | エンブレム移動数 | エンブレム移動数 | エンブレム移動数 |
| リーグ | 初期枚数 | 昇格条件 | 1位              | 2位              | 3位              | 4位              |
| ------ | -------- | -------- | ---------------- | ---------------- | ---------------- | ---------------- |
| LCS    | -        | -        | +3               | +2               | -1               | -2               |
| SS     | 5枚      | 17枚     | +2               | +1               | -1               | -2               |
| S      | 5枚      | 16枚     | +2               | +1               | -1               | -2               |
| A      | 5枚      | 15枚     | +3               | +1               | -1               | -2               |
| B      | 5枚      | 15枚     | +4               | +2               | -1               | -2               |
| C      | 0枚      | 4枚      | +4               | +2               | +1               | 0                |

リーグチャンピオンシップ（LCS）はSSリーグで全プレイヤーが前のプレーで優勝していると発生。昇格失敗時は4枚没収（Cのみ2枚）、残留成功時は3枚加算。
| リーグ | 昇格          | 降格          |
| ------ | ------------- | ------------- |
| SSS1   | 平均1.8位以上 | 平均2.8位以下 |
| SSS2   | 平均2.2位以上 | 平均2.8位以下 |
| SSS3   | 平均2.2位以上 | 平均3.0位以下 |
| SS1    | 平均2.0位以上 | 平均2.8位以下 |
| SS2    | 平均2.2位以上 | 平均2.8位以下 |
| SS3    | 平均2.2位以上 | 平均2.8位以下 |
| S1     | 平均2.3位以上 | 平均3.0位以下 |
| S2     | 平均2.6位以上 | 平均3.0位以下 |
| S3     | 平均2.6位以上 | 平均2.8位以下 |
| A1     | 平均2.0位以上 | 平均3.0位以下 |
| A2     | 平均2.6位以上 | 平均3.0位以下 |
| A3     | 平均2.6位以上 | 平均3.0位以下 |
| B1     | 平均2.4位以上 | 平均3.2位以下 |
| B2     | 平均2.8位以上 | 平均3.2位以下 |
| B3     | 平均2.8位以上 | 5試合連続4位  |
| C      | 平均3.0位以上 | -             |

1. ↑  プレミアム移行後から2010年12月31日までは3.0位以下
2. ↑  プレミアム移行前は2.4位以上・実質2.2位以上（5戦の平均値であり、0.2位刻みとなるため）
3. ↑  2011年3月31日まで平均3.0位以下
4. ↑  プレミアム移行前は2.4位以上・実質2.2位以上（5戦の平均値であり、0.2位刻みとなるため）、2011年3月31日までは平均2.2位以上

SSS1の昇格欄はリーグマスター維持条件となっている。
| リーグ | 昇格          | 降格          |
| ------ | ------------- | ------------- |
| SS1    | 平均1.8位以上 | 平均2.4位以下 |
| SS2    | 平均2.0位以上 | 平均2.8位以下 |
| SS3    | 平均2.2位以上 | 平均2.8位以下 |
| S1     | 平均2.0位以上 | 平均2.8位以下 |
| S2     | 平均2.4位以上 | 平均2.8位以下 |
| S3     | 平均2.4位以上 | 平均3.0位以下 |
| A1     | 平均2.4位以上 | 平均3.0位以下 |
| A2     | 平均2.6位以上 | 平均3.0位以下 |
| A3     | 平均2.6位以上 | 平均3.0位以下 |
| B1     | 平均2.6位以上 | 平均3.0位以下 |
| B2     | 平均2.8位以上 | 平均3.4位以下 |
| B3     | 平均2.8位以上 | 5試合連続4位  |
| C      | 平均3.0位以上 | -             |

1. ↑  2013年7月31日までは平均2.8位以下
2. ↑  2013年7月31日までは平均2.0位以上

SS1の昇格欄はリーグマスター維持条件となっている。

## COM対戦
店内対戦に於いて、同一店舗のプレイヤーとマッチングを希望しない時などに選択可能。COM対戦においては、「エージェント」と呼ばれる刺客と対戦をする。
クイズ形式で出てくるほとんどの形式に対応するエージェントが登場して対戦をする。勝ち進めば進むほどより強いエージェントが対戦相手として出現する。

## アンサーランク
プレイを重ねることで賞金（単位はG、Answer×Answer1では経験値）を獲得し、その数値に応じて上位の階級に昇格するシステムを採用している。専用のICカードを使用することで、次回以降のプレイに記録を持ち越すことが可能である。新規プレイ時は「アンサー10級」からスタートし、賞金を獲得してゆくことで「アンサー1級」を経て「アンサー初段」へと昇格する。更に「アンサー十段」の上にはセミプロアンサー、プロアンサーが存在する。なお、初段以上は下位になると経験値（賞金）が減算されるため、成績次第では降格する場合がある。
賞金は1ゲーム毎に順位に応じて所属リーグごとに定められた額を獲得（または減額）する。また、プレー中に様々な条件（Answer×Answer1では事前に定められた得点を獲得、Answer×Answer2以降では予選の☆数・予選単独1位や相手からのブラボー、完全・逆転優勝、デイリーボーナスなど）を満たすことでボーナスが加算される。
Answer×Answer1では昇格トライアル・残留トライアルも、成績ではなく総獲得点数が判断の基準になる。なお、トライアルやライセンステスト中は賞金およびパワーは増減しないためボーナスによる賞金またはパワーも積算されない。
旧バージョンからICカードを引き継いだ場合は、一定の条件によってゲーム開始時のアンサーランクが変化する。Answer×Answer2→Live!の場合は1級以下の場合はその級から、段位者は初段から、プロ以上は三段からのスタートとなる。

### プロアンサー
セミプロアンサー十段（Answer×Answer1・2ではアンサー十段）で賞金が規定値に到達し所定のリーグ以上（Answer×Answer1ではその時点の最上位リーグ、Answer×Answer2ではA2、Live!ではA3）に所属しているとプロアンサーのライセンステストが発生する。全国対戦で5回プレイ中の3回決勝進出という条件を満たせばプロアンサー（LiveではC級プロアンサー）に昇格となる。不合格または合格が確定した時点で5回プレイしなくてもテストが終了する。Answer×Answer1ではプロアンサーテスト中は順位によるリーグエンブレムの変動はない。
プロアンサーになると、それまでの賞金に代わって「クイズ力」と呼ばれる新たな指標が与えられる（単位は「パワー」であり1万単位で計算される）。Liveではプロアンサー昇格時に200万パワーが与えられ、賞金と同様に全国対戦の順位によっても変動する他、店内対戦の対人戦の勝敗によっても増減し、店内対戦の場合は対戦相手が自分より上位であるか下位であるかによって増減値が異なる。
プロアンサーのライセンステストに不合格となった場合には賞金を一定額減額され、再び賞金を規定値まで貯めることでプロアンサーのライセンステストが発生する。また、プロアンサー昇格後にクイズ力が0になるとアンサー十段に降格となり賞金が所定の額まで減額されるが、再び賞金を規定値まで貯めることでプロアンサーのライセンステストが発生する。なお、パワーおよび賞金は対戦中に増減することはなく、予選または決勝終了後の対戦終了画面で精算される。
また、2以降はプロアンサー以降の階級に到達した際もライセンステストが行われる。基本的なシステムは変わらないが、昇格条件は階級によって変動する。
Answer×Answer2以降は累積賞金（G）が一定額を通過することでランクアップのほかアバターアイテムを獲得する。Live!では賞金を一定額貯めるとアバターアイテムまたは賞金のランダムに入っている青・緑・赤の3つの箱のうちの1つを選択する「アンサーチャンス」に変更となった。
クイズ力の増減は賞金同様対戦終了時の順位によるものが大きいが、ほかに予選終了時の☆の数（マイナスでの減点は無し）や対戦相手からのブラボー、予選ラウンドでの単独1位、スペシャルマッチのボーナス、逆転優勝など、さまざまな条件を満たすことによりプラスされる。
Live!ではCOMを2人以上含むプレイでの獲得クイズ力に補正が掛かるようになった（COM2人戦：通常戦×1/2、COM3人戦：通常戦×1/3）。賞金の補正はない。
以下は各バージョンの階級をまとめたものである。なお、プロ以上の欄に書かれている数値はその階級のライセンステストを受けるのに必要なクイズ力である。
|      | 初代                | An×An2                      | Live!                       |
| ---- | ------------------- | --------------------------- | --------------------------- |
| プロ | プロアンサー        | スーパースター 12億3456万〜 | プラチナプロ 20億〜         |
| プロ | プロアンサー        | ゴールドプロ 5億〜          | ゴールドプロ 8億〜          |
| プロ | プロアンサー        | シルバープロ 1億〜          | シルバープロ 6億〜          |
| プロ | プロアンサー        | ブロンズプロ 1000万〜       | ブロンズプロ 4億〜          |
| プロ | プロアンサー        | プロアンサー                | SS級プロアンサー 2億〜      |
| プロ | プロアンサー        | プロアンサー                | S級プロアンサー 1億〜       |
| プロ | プロアンサー        | プロアンサー                | A級プロアンサー 5000万〜    |
| プロ | プロアンサー        | プロアンサー                | B級プロアンサー 2500万〜    |
| プロ | プロアンサー        | プロアンサー                | C級プロアンサー             |
| アマ | アンサー 初段〜十段 | アンサー 初段〜十段         | セミプロアンサー 初段〜十段 |
| アマ | アンサー 初段〜十段 | アンサー 初段〜十段         | セミプロアンサー 10級〜1級  |
| アマ | アンサー 10級〜1級  | アンサー 10級〜1級          | アンサー 初段〜十段         |
| アマ | アンサー 10級〜1級  | アンサー 10級〜1級          | アンサー 10級〜1級          |

## ジャンルレベル、ジャンルポイント
Answer×Answer1のルール
8つあるクイズジャンルそれぞれにジャンルレベル、およびジャンルポイント(GP)が設定されている。そのジャンルの問題を正解することでGPが上昇し、一定値に達することでジャンルレベルが上昇する（最大9999）。但し、誤答1問につき現在のGPの1%分減少する。GPが最も多いジャンルが得意ジャンル、最も少ないジャンルが苦手ジャンルとして演出される。また、自然科学が得意ならば科学者など、得意ジャンルによってプレイヤーキャラクターのコスチューム（服装）が変化する（Answer×Answer2以降と違い、強制的に変更される）。
| ジャンル             | 男性             | 女性                 |
| -------------------- | ---------------- | -------------------- |
| 自然科学             | 科学者           | 科学者               |
| 語学・文学           | 探偵             | 赤ずきん             |
| 歴史・地理・社会     | パイロット       | キャビンアテンダント |
| エンターテイメント   | エンターテイナー | アイドル             |
| 漫画・アニメ・ゲーム | ヒーロー         | 魔法少女             |
| スポーツ             | プロ野球選手     | チアリーダー         |
| グルメ・生活         | コック           | ウェイトレス         |
| 趣味・雑学           | 博士             | 博士                 |

ジャンルレベルでの優勢で選択ジャンルの出題数は変わらない(2011年8月10日までは対戦相手とのジャンルレベルの優劣によって、総当たり戦における選択ジャンルの出題数が増減した)。GPの多寡を競うジャンルマスターランキングが各ジャンルごとに集計されており、月間で全国10位以内に入ると称号を獲得する。
Answer×Answer2でのルール
正解するとそのジャンルに対応するジャンルポイント（GP）を獲得する。GPは「そのジャンルで得た得点×リーグ毎の倍率」で計算され、ゲーム終了時にジャンル別に加算される。
最新25プレイがジャンルポイントの集計対象となっており、これが規定値以上になることでジャンルタイトル（「自然科学職人」「語学・文学師範」など）獲得する。一度獲得すれば、誤答でGPが減少してもタイトルが格下げすることはない。ジャンルタイトルはスペシャルマッチでのアバター衣装、アイテムの獲得条件に関わるほか、店内対戦においては獲得済ジャンルタイトルのレベルが高ければ当該ジャンル選択時にそのジャンルの出題数が多くなる。
連続25プレイの月間最高値がジャンル別ランキングの対象となっており、各ジャンル1位はジャンルマスター、10位以内はジャンルトップテン、50位以内はジャンルランカーとしてプレイ画面に表示される。
Answer×Answer Live!でのルール
正解するとそのジャンルに対応するジャンルポイント(GP)を獲得する。GPは「そのジャンルで得た得点×リーグ毎の倍率」で計算され、ゲーム終了時にジャンル別に加算され、月間獲得GPが計算される。
月間ジャンルランキングの基準GPは、「今月の月間獲得GP」の大小だが、ジャンルタイトルの付与基準は、「先月迄に獲得したGP+今月獲得したGP=累積獲得GP」の一定基準超過。ただし、不正解の場合はその時点の「今月獲得したGP」から3%（2010年11月まで5%）が没収される。また、「今月獲得したGP」が0の場合、先月迄の累計獲得GPから没収される事はない。

## タイトル
全国対戦をプレイ中に特定の条件を満たすとタイトルマッチが発生することがあり、タイトルマッチ発生中に対戦相手に勝利すると、その証としてタイトル（称号）を獲得できる。獲得したタイトルは、全国対戦開始前のトレーニング中に好きなものを選んで表示させることができる。
クイズタイトル
特定のクイズ形式で一定の成績（4人クイズでは過去100戦の平均順位が一定以上の時、2人クイズでは過去100戦の勝率が一定以上の時）を収めると、タイトルマッチが発生することがある。このとき対戦相手に勝利するか1位を獲得する（同率1位でも可）とクイズタイトルを獲得できる。
プレイタイトル
完全優勝や連続決勝進出など、特定の条件を満たして勝利したときに獲得できるタイトル。ジャンルタイトルもここに分類される。
全国ダブルスタイトル
全国ダブルスで獲得できるタイトル。通常のプレイタイトルとフレームの柄が若干異なる。
その他のタイトル
特定の条件のプレイヤーを撃破したときに獲得できる「○○斬り」系タイトルや、前作での「1DAYタイトル」などがここに分類される。
1DAYタイトル
Answer×Answer2DXから追加されたタイトル。
クイズタイトルの「V○アンサー」や「逆転優勝アンサー」などのタイトルは、ゲーム開始からの累計回数でカウントされるが、1DAYタイトルはその名の通り1日で条件を満たす必要がある。例えば「1DAY優勝3回アンサー」ならば1日のプレーの中で3回優勝しなければならない。翌日の朝7時を回った時点でカウントはリセットされる。（タイトルは残る）。また、1DAYタイトルのみ、取得時にボーナス賞金・クイズパワーが加算される。これはタイトル獲得後も再び条件を満たすことが出来れば加算される。
レアタイトル
刺客タイトルやイベント大会の参加賞、チャレンジイベントの成績優秀者に与えられるタイトルなど。前作のデータを引き継ぐ場合、一部タイトルのみ引き継がれる。Answer×Answer1では「特殊タイトル」と命名されていた。フレームの色が通常と大きく異なる物が多い。
タイトルは9段階（2以前は6段階、また段階が一部無いものもある）あるが、上位の条件を満たしていても、下位のタイトルから1つずつ獲得していく。
初代ではクイズタイトル、プレイタイトル、その他タイトルをまとめて「基本タイトル」と命名されていた。

## Answer×Answer.NET
携帯電話各社と連携し、月額324円（2014年3月31日迄は、月額315円。）で様々な特典が用意されていたのも、このゲームの特徴であった。
公式携帯サイトであるAnswer×Answer.NETに有料登録し、ICカードを登録すると以下の機能が利用できた。
他のセガ連動コンテンツサービスと違って長らく携帯電話のみの対応であったが、2012年8月28日より、PC・スマートフォン向けサービス「Answer×Answer.NET for PC」を開始。ただし、携帯向けサービス「Answer×Answer.NET」とはシステム上の違いなどにより、課金方法などがわずかに異なっていた。
2014年12月26日の16:00をもってサービスが終了した。
対戦履歴と詳細データの閲覧
携帯サイト上から、自分および対戦相手の詳細データを閲覧することができた。
チーム
An×An.NET登録ユーザー同士で最大8名までのチームを結成することができた。チームロゴはチームリーダーが設定し、チーム名と併せてゲーム中に表示される。
- チームメンバーのランクアップや戦績などの情報を閲覧したり、チームメンバーのみに対しての問題作成ができた。
- チームのメンバーの総クイズ力で全国の他チームと順位を競う。

「今日の問題」の投稿
- 会員は「今日の問題」とその正答をサイト上で確認することができた。
- ○×式または2択の「今日の問題」を自分で投稿することができた。採用されれば出題時にプレイヤー名が表示される。初めて採用されたプレイヤーには「今日の問題職人」というタイトルが授与される。2問目以降1問採用されるごとにタイトルが師範→名人などと昇格していく。
- An×An.NETのチームメンバーに問題を作成して出題することもできた。

ICカード再発行
An×An.NETに登録している専用ICカードが紛失、破損、または読み取り不能となった場合でも、新規のカードにデータの引き継ぎが簡単にできた。An×An.NETサービス終了後はICカード再発行は不可となった。
福引き
2010年11月10日12時から追加された機能。1回につき200QPを消費してチャレンジすると、レアアイテムを含め様々なカスタマイズアイテムを獲得できる。また「クーポン」を5枚集めると、福引きをもう1回+200QPを獲得できる。
1日の福引きは通常50回までで毎朝7時に回復するが、前日にAn×Anをプレイしていれば翌日にボーナスとしてさらに最大49回追加される。（当日限り有効、2011年9月まではそれぞれ10回までであった。）
キャラクターカスタマイズ
スペシャルマッチなどで獲得したコスチュームや小道具を使って、キャラクターをカスタマイズすることができた。カスタマイズはトレーニング中または携帯サイト「An×An.NET」で行う。
Live!での変更点
- Answer×Answer2ではジャンル品の場合はバラバラに合わすことができなかったが、Live!ではできるようになった。（例:宇宙飛行士×フラスコ）
- 新たに手のパーツと顔のパーツが追加された。
- Answer×Answer2で獲得した色は全てリセットされる。

解答台カスタマイズ
プレーした際、ユーザーが使用するキャラクターの解答台のフレーム・テーブル・ボード壁紙・ベースフレームのカスタマイズができた。
解答台カスタマイズアイテムは、登録、アクセス、プレイなどによって得られるクイズポイント(QP)を使ってサイト上で購入可能であった。
クローゼット
2010年12月21日から追加された機能。「キャラクターカスタマイズ」・「解答台カスタマイズ」の設定をそれぞれ3つまでAn×An.NETに登録できた。またAn×An.NETからカスタマイズの設定を送信すると、カスタマイズの設定を筐体に反映させることができる。
サウンドカスタマイズ
イベント「夏休み横断!ウルトラクイズ」の成績優秀者で、かつAn×An.NET加入者には、「アメリカ横断ウルトラクイズ」で使用された、効果音等を入手することが出来た。
早押し音、正解音、誤答音の効果音と、優勝時の勝利メロディが、「ウルトラクイズ」仕様にカスタマイズできた。
タイトルカスタマイズ
ネームプレートで表示するタイトル1つとは別に、2人対戦前に「お気に入りタイトル」として、3つまで表示設定することができた。表示されるのは、決勝・イベント大会・総当たりバトルのときである。
チャレンジクイズ
携帯サイト上でチャレンジクイズと呼ばれるゲームに挑戦することができた。出題ジャンルを選択し、次々と出題される4択問題に答えていく。
制限時間内に一定数の問題に正解できればノルマ達成。正解した問題数に応じたQPを獲得することができる他、上位のノルマを達成するとカスタマイズアイテムの壁紙を獲得できる。
ミッションへの参加（ver.1のみ）
週替わりで様々なミッションが開催され、対象となるユーザーを倒すとGが加算される。一定以上倒すとボーナスゴールドが加算される。「趣味・雑学が得意なキャラを倒せ」などユーザー自身が対象になる場合は、他ユーザーを倒した時以外にも特別ゴールドが加算される。

## バージョンアップ

### Answer×Answer1のバージョンアップ
バージョン 1.1
2007年10月24日よりバージョンアップが行われ、Ver.1.1となった。変更点は以下のとおり。
- 新クイズ形式「多答積み重ねクイズ」
- 押し合い爆破クイズに絵を使った二択問題が追加
- 早押しビジュアルクイズにモザイク・ズームを使った絵問題が追加
- 早押しビジュアルクイズおよび連想クイズでの誤答時のペナルティを5秒から8秒に変更
- カード奪取クイズでカード数の変更（4枚固定だったものを、Aリーグ以上で不定に）
- タイトル（プレイヤーの称号。Ver.1.0では「ニックネーム」）システムの一新、称号の大量追加
- インターフェースをグレードアップ

バージョン 1.2（プレミアム）
2008年2月13日より稼動。変更点は以下のとおり。
新クイズ形式「チキンレースクイズ」
身近な数字を推理していくクイズ。正解の数値以下でより大きい値を選んだ方の勝ち。正解値をより大きい値を選ぶと負け。
店内対戦がリニューアル
2ラウンド先取制に変更。また、相手との戦績が記録され、格（戦績）が上のプレイヤーに対しハンデをつけてもらうことができるようになった。COM戦は、次々に出てくるエージェントを撃破していくという形になっている。
スタンプシステム
プレイごとにスタンプが付与され、10個ためると全国対戦モードで好きなクイズ形式を選択できる。
効果音の追加・ゲームスピード一部向上
様々な場面での効果音を追加。「多答積み重ねクイズ」などでの表示テンポが速くなった。
称号（タイトル）の追加
クイズ形式の増加に伴い、称号が追加された。
携帯電話コンテンツとの連動
携帯電話コンテンツ「Answer×Answer.NET」と連動するようになった。携帯電話コンテンツやイベント等で入手したフレームや壁紙などを変更して、解答台をカスタマイズすることも可能に。
バージョン 1.3（デラックス）
2008年6月11日より稼動。変更点は以下の通り。
新クイズ形式「順番インフレクイズ」
条件に従って並んだ単語の間に、指定された単語がどこに当てはまるかを解答するクイズ。
「多答積み重ねクイズ」のルールの追加
正解のパネル数が回答後に表示され、全ての正解パネルを選ぶとボーナスが加算されるようになった。
タイムゲージの変更(Aリーグ以上でのみ適用)
解答の際、1文字ごとに計測、減少しているタイムゲージにおいて、ラスト数秒が紫色で表示されている。紫の部分まで時間を費やした場合、その試合の間は、紫が減った分だけタイムゲージも短くなっていく。つまり、あまり解答に時間をかけすぎると、1文字あたりの持ち時間が減っていく仕組みになった。
C・Bリーグではこの機能は存在しない。
残り時間が途中で消える
対戦の残り時間が20秒を切ると「?」と表示される。
イベント大会開催
不定期ではあるが全国プレーヤーと対戦し、勝ち進む事で階（フロア）を昇って行く。ここでの成績は殆ど全国対戦とは別に扱われ（アンサーランクなどは、全国対戦に準ずる）、スタンプシステムもイベント大会専用のものが用意されている。
ミッションモード
Answer×Answer.NET加入者のみ対象にしたイベント。主に、特定の条件にあてはまるキャラを何人倒せるかを競う「WANTED」や、ユーザーを大きく二手に分け（紅組（女性）対白組（男性）、東西対抗など）、相手陣営に属するキャラを倒した人数を競う「EVENT」が開催され、期間内での成績がランキングとして記録される。
イベント内容は週間で変更され、内容はサイトで随時通知される。
Answer×Answer.NET加入者が「今日の問題」を作成
採用・不採用はサイト側が決定するが、採用された場合は携帯のTOPページにいつの問題に採用されるかの連絡が入り「称号」が与えられる。また、問題が出題された際「××さんからの出題」との表示もされる。
リーグチャンピオンシップ(Sリーグ以上でのみ適用)
全国対戦で優勝すると、次プレーで優勝した者同士で対戦する可能性がある。絶対対戦するとは限らないが、発生した場合は演出が変わり、更に与えられるポイントも通常より高くなる。
C・B・Aリーグではこの演出は発生しない。
バージョン 1.4（デラックス・プラス）
2008年9月3日より稼動。変更点は以下の通り。
新クイズ形式「早押しテクニカルクイズ」
問題文を様々な表示で出題する。
早押しビジュアルクイズに新たな形式を追加。
スポットライトで絵を照らすタイプの絵問題が追加されている。
早押しビジュアルクイズおよび連想クイズでの誤答時のペナルティを8秒から10秒に変更。

### Answer×Answer2のバージョンアップ
2008年12月18日、ネットワーク対戦クイズ Answer×Answer2へ大幅な変更。
Answer×Answer2プレミアム
2009年5月28日より稼動。変更点は以下のとおり。
- 爆弾押し付けクイズの追加
- 予選、決勝での早押し1位ボーナスと単独正解ボーナスの追加
- 誤答時のペナルティ時間の追加
- ☆の数が同じ場合に総得点で順位判定
- 対戦後の成績発表を任意でショートカット可能
- 昇格、降格条件の若干の変更
- 逆転ラウンドの際の早押しボーナス追加
- アバターのタッチアクション追加。「ドンマイ」、「サンキュー」のほか「喜ぶ」、「悔しがる」、「落ち込む」なども
- 解答台上部の電光掲示板の☆の数の表示をタッチすることにより、プレイヤーおよびライバルの詳細データへ表示を切り替えることも可能となった

Answer×Answer2プレミアムプラス
2009年8月27日より稼動。
- 速答プレッシャークイズの追加
- ウソつきダウトクイズの追加

Answer×Answer2DX
2009年11月26日より稼動。
- おためし対戦モードの追加

全国対戦を全員COMにして対戦できる。初心者のプレーや息抜きに最適。賞金は加算されるがクイズ力とジャンルポイントは変動しない。
- 漢字メドレークイズの追加
- 解答台上部の電光掲示板をタッチする事で得られる情報に、対戦相手の得意不得意分野も追加
- 店内ランキングの導入（センターモニターで店内での成績が表示される）
- 店舗大会モードの追加（センターモニター側で設定を変えると、すべてのサテライトで、従来の2人対戦や全国大会と同様の4人対戦が行える）
- 4人カード奪取クイズの追加（4人店内対戦専用のクイズ形式）
- 1DAYタイトルの追加
- VIPカードの導入

タイトルを5個または10個獲得するたびにVIPカードが発行される。タイトル数は1DAYタイトル、大会などのレアタイトルもカウントされる。また下位タイトル分も含まれる。（青は2個、赤は3個…金は6個分とカウント）VIPカード所有期間中は獲得賞金とクイズパワーが50%増しで加算される。有効期限は取得から3日間で過ぎると失効する。再取得するには再び5個または10個タイトルをとる必要がある。また、期間中vipカードを獲得した場合は有効期限が3日間延長される。
Answer×Answer2DXプラス
2010年4月21日より稼動。
- 4人カード奪取クイズの追加（全国対戦）
- 山分けクイズの追加

### Live!のバージョンアップ
2010年7月22日より稼動の最終バージョン。
Answer×Answer Live! AA（アンサー×アンサー ライブ! ダブルアンサー）
2011年8月11日より稼働。タイトルの「AA」は、同社が同年3月3日から稼動している「頭文字D ARCADE STAGE 6 AA」(「AA」の読みは「ダブルエース」)から来ているとみられる。
- 全国ダブルスモードの追加。
- 4人店内対戦を追加。
- 週間プロランキングを追加。

## 選択可能なキャラクター
ゲーム開始時にプレイヤーは自分がプレイするキャラクターを選択する。
- ICカードを使用して新規にプレイを開始する場合、プレイヤーはまずプレイヤー名・生年月日を入力した後、髪型等が異なる男女それぞれ5人計10人の中から一人を選んでプレイを開始する（以後プレイヤー情報の変更は不可）。
- ICカードを使用しない場合はキャラクターの性別のみを選択してプレイ開始となる（キャラクターの容姿は固定）。

キャラクターによりリアクションを起こした際等の台詞が微妙に異なる（例：いくぜ、いきましょうか、いっちゃうよ）。
なお、旧作から引き継いだ場合は再び名前とキャラを選ぶことになるが、その際性別の違うキャラを選択した場合は一部カスタマイズアイテムが引き継がれない。

### アバターのカスタマイズ
スペシャルマッチなどで獲得したコスチュームや小道具を使って、アバターをカスタマイズすることができる。カスタマイズはトレーニング中または携帯サイトで行う。
Answer×Answer1とAnswer×Answer2以降の違い
- Answer×Answer1から使用していたカードを移行時に初めてプレイする際、キャラクターの変更が一度だけ可能（プレイヤー名の変更は不可）。
- Answer×Answer1では生年月日入力によるプレイヤーへの影響は特になかったが、Answer×Answer2以降は前もって入力する事により誕生日当日、他プレイヤーと対戦した際相手に「誕生日斬り」のイベントが発生するようになった。
- Answer×Answer1ではアバターのコスチュームはプレイヤーの得意ジャンルに対応するものに固定されていたが、Answer×Answer2以降は入手したコスチュームを自由に着せ替えできるようになった（スポーツが最も得意だがコックの衣装を着ているなど）。
- 色を変更できる箇所が髪と衣装の2ヶ所だけだったのが、髪・瞳・頭・衣装と細かく変更できるようになった。
  - アバターの表情などにより色を変更したにもかかわらず、変化が見た目に表れないアバターもいる（男糸目の瞳の色など）。

- コスチュームの他に小道具を選んで持たせられるようになった（ピコピコハンマー、虫眼鏡など）。
- コスチューム・小道具の種類が大幅に増加した。
- コスチューム・小道具・アバターで、勝利ポーズが大きく変化するようになった。

### タッチアクション
予選ラウンド中に自分や対戦相手のキャラクターにタッチすると、タッチする場所やタッチの仕方、アバターの種類より様々な音声やアクションを行う。
アクションはビジュアル的（視覚的）に表示されるだけで、「(前の問題を誤答し、悔しがった後)次の問題の得点が2倍になる」といったゲーム展開には影響しない。
- 自分にタッチした場合
  - 上半身をタッチすると頬を叩いて気合を入れる
  - 腰から顔の方へドラッグすると飛び跳ねたりガッツポーズをして喜ぶ
  - 足元をタッチすると地団駄を踏んで悔しがる
  - ボディを左から右へ横にドラッグするとファイティングポーズを取る
  - 上から下へドラッグするとしまったと肩を落として落ち込む
- 対戦相手にタッチした場合
  - 「ブラボー」と褒める。ブラボーをされた相手は照れるアクションをする。また、ブラボーをされた場合はブラボーをした相手のキャラクターがやや笑顔になる。
  - 誤答をした相手をすぐにタッチすると「ドンマイ」と慰める。
  - 対戦相手が「ブラボー」、「ドンマイ」をした際、すぐにその相手をタッチをすると「サンキュー」と返事をする。
  - ブラボー、ドンマイ、サンキューは当事者間でのみ表示され、タッチしていないプレイヤーには表示されない。
- ゲームに影響しないアクション
  - アンサーランク、ジャンルポイント、タイトルなどが表示される「総合結果」やモード選択画面で左にいる自分のアバターをタッチするとタッチした場所によって様々なリアクションをとる。
  - サバイバルクイズの対戦中と逆転ラウンド前のジャンル選択時はブラボーや気合入れなどのアクションは対戦相手には表示されない（被ブラボー回数にはカウントされる）。

Answer×Answer2とLive!の違い
- 上にスライド、下にスライド、キャラをタッチ、解答台をタッチ、右にスライド アバター性別毎の固定アクションに加え、左スライドアクションが追加
- キャラをタッチ、解答台をタッチ、右にスライド については、アクションのカスタマイズが可能となった。（AnAn.net加入者）

## Answer×Answerマニアックス
クイズ形式の攻略や開発者コメント、Answer×Answer1のデータや過去問等を掲載した攻略本が2009年3月31日に発売された。
特別付録としてサウンドトラックCD及びゲーム中に使用できる限定オリジナルアイテムがついていた（限定オリジナルアイテムの引き換え期限は既に終了）。
Answer×Answerマニアックス ISBN 978-4-89425-839-6 ホビージャパンより出版

## クイズ Answer×Answer Pocket
2012年12月17日に配信開始のiOS用アプリケーションゲーム。日本全国にある「アンサータワー」を制覇することが目的（概ね各都道府県3〜4ステージで構成。アーケード版のイベント大会のみを切り取ったようなもの。但し、最上階が設定されているなどやや異なる）。タワーによっては、出題ジャンル／形式が固定されたり、誤答によるライフの消失量が大きかったりと特徴がある。
タワーではスタミナを消費して挑戦する(スタミナが0になっても、アイテム使用か時間が経過すると回復する)。誤答による減点、次の問題に対するペナルティはないが、特番のサバイバルバトルのようにライフが減る形になる。
ライフが0になると、アイテムで回復するか、相互に友達になったユーザーにSOSを発信することができる(SOSを受けたユーザーはチェックポイント(後述)のようにミッションが課せられ、成功すると救出も成功する)。
チェックポイントではミッションが指定（消費回答時間の合計が30秒以内に50点獲得せよ、など。消費回答時間はアーケード版と同様に算出される。早押し系：回答権を獲得するまでの時間、非早押し系：回答を確定させるまでの時間）され、クリアしないと次の階へ進めない（クリアできなかった場合、5F降下）。回答権を獲得した早さを全国平均と比較し、割合によって正解時の得点が変わったり、不正解でも減点がない（一部ステージ除く）など一部でアーケード版と異なる。また、全問終了時の得点により評価が決まり、評価によって上り下りする階数が変わる。アーケード版にはない「オーディエンスクイズ」が登場したり、アバターのきせかえアイテムによって出題しやすいジャンルを選択できるなど、アーケード版をスマートフォン向けにアレンジした内容となっている。
2014年7月31日15時をもって、本アプリのサービスが終了となった。